# Ryder Hesjedal
Ryder Hesjedal (* 9. prosince 1980, Victoria, Britská Kolumbie) je profesionální kanadský silniční cyklista aktuálně jezdící za tým Trek Factory Racing. Své cyklistické začátky nestrávil na silničním kole, ale na kole horském. Z této disciplíny má celkem tři stříbrné medaile. Jednu z mistrovství světa juniorů, druhou z mistrovství světa do 23 let a třetí z mistrovství světa. Se silniční cyklistikou začal v roce 2004, kdy vstoupil do týmu Discovery Channel. Jeho zatím největším úspěchem je celkové vítězství na Giro d'Italia 2012.

## Úspěchy
1998
2. místo  Juniorské mistrovství světa horských kol
2001
2. místo  Mistrovství světa horských kol do 23 let
2003
2. místo  Mistrovství světa horských kol
2006
4. místo v celkovém pořadí Kolem Katalánska
2008
3. místo GP Marseillaise
10. místo Eroica
8. místo v celkovém pořadí Tirreno - Adriatico
Tour de France 
56. místo v individuální časovce
13. místo v druhé individuální časovce
Olympiáda v Pekingu
16. místo v časovce
55. místo v silničním závodě
Giro d'Italia
1. místo v týmové časovce
17. místo ve 20. etapě
Kolem Valencie
5. místo ve 3. etapě
9. místo v 1. etapě
2009
Vuelta a España
1. místo ve 12. etapě
2. místo v 10. etapě
2. místo v týmové časovce Tour de France
5. místo Clasica San Sebastian
Tirreno - Adriatico 
7. místo ve 4. etapě
11. místo v 6.etapě
8. místo v celkovém pořadí
Tour Down Under
11. místo v 2. etapě
8. místo v 5. etapě
11. místo v celkovém pořadí
10. místo Montepaschi Strade Bianche
11. místo Liege-Bastogne-Liege
2010
3. místo Grand Prix Cycliste de Montréal
4. místo Grand Prix Cycliste de Québec
2. místo Amstel Gold Race
1. místo v 8. etapě Tour of California
5. místo Montepaschi Strade Bianche
6. místo Clasica San Sebastian
Tour de France 
4. místo ve 4. etapě
4. místo v 17. etapě
7. místo v celkovém pořadí
2011
Tour de France
1. místo v celkovém pořadí týmů
1. místo v týmové časovce
3. místo v 16. etapě
10. místo v 18. etapě
Tour of California
10. místo v celkovém pořadí
7. místo ve 4. etapě
10. místo v 19. etapě
7. místo v celkovém pořadí Criterium International
Vuelta Ciclista al Pais Vasco
9. místo v celkovém pořadí
5. místo v 1. etapě
7. místo v 2. etapě
5. místo ve 4. etapě
4. místo Gran Premio Miguel Indurain
10. místo ve 3. etapě Volta ao Algarve
11. místo Grand Prix Cycliste de Montréal
2012
Giro d'Italia 
1. místo  v celkovém pořadí
1. místo v týmové časovce
5. místo v 7. etapě
7. místo v 9. etapě
6. místo v 10. etapě
4. místo v 14. etapě
3. místo v 17. etapě
6. místo v 19. etapě
6. místo v 20. etapě
6. místo v 21. etapě
9. místo Liège – Bastogne – Liège
Vuelta Ciclista al Pais Vasco
6. místo v 1.etapě
10. místo v 4. etapě
5. místo v 2. etapě Kolem Katalánska
2013
3. místo GP Cycliste Montreal
8. místo Lutych-Bastogne-Lutych
2014
9. místo Giro d'Italia
6. místo GP Miguel Indurain
1. ve 14. etapě na Vuelta a España
2015
5. místo Giro d'Italia